# 托馬什·瓦茨利克
托馬什·瓦茨利克（發音：[ˈtomaːʃ ˈvatsliːk]；1989年3月29日—）是一位捷克足球運動員，司職守門員。現效力於英格蘭足球冠軍聯賽球會哈特斯菲，此前曾效力巴塞爾。他亦是捷克國家足球隊成員。

## 外部連結
- Profile season 2015/16 on the Swiss Football League homepage （页面存档备份，存于）
- Soccerway資料庫：托馬什·瓦茨利克